# U 863
U 863 war ein deutsches Langstrecken-U-Boot vom Typ IX D2, welches im Zweiten Weltkrieg von der Kriegsmarine zum Einsatz im Indischen Ozean vorgesehen war, aber sank, bevor es sein Einsatzgebiet erreichen konnte.

## Geschichte
Am 5. Juni 1941 erteilte die Kriegsmarine einen Bauauftrag an die Deschimag AG Weser in Bremen, der insgesamt zwölf Boote des Typ IX D2 umfasste, eines davon war U 863. Das Boot wurde am 15. September 1942 auf Kiel gelegt. Der Stapellauf erfolgte am 29. Juni 1943. Am 3. November des Jahres 1943 stellte Kapitänleutnant Dietrich von der Esch, zuvor Kommandant der Typ VII C-Boote U 586 und U 606 das Boot in Dienst. Von der Esch gehörte vor seinem ersten U-Bootkommando als Seeflieger der auf Sylt stationierten 2. Staffel der Küstenfliegergruppe 406 an. Deren Wappen, die Eiserne Hand des Götz von Berlichingen wurde zum Turmemblem von U 586. Als der Kommandant mit einem Großteil der Besatzung auf U 863 wechselte, nahm er das Bootswappen mit. Die Mannschaft trug eine kleine Version des Wappens als Mützenabzeichen.

## Einsatz und Geschichte
Vom 3. November 1943 bis zum 30. Juni 1944 war U 863 als Ausbildungsboot der 4. U-Flottille zugeteilt. Dies war eine Ausbildungsflottille für U-Boote im Durchgang und war in Stettin stationiert. In dieser Zeit unternahm Kommandant von der Esch Ausbildungsfahrten in der Ostsee zum Training der Besatzung und zum Einfahren des Bootes. Am 1. Juli 1944 wurde das Boot der 12. U-Flottille zugeteilt, einer Frontflottille, die in Bordeaux stationiert war und 15 U-Boote umfasste, darunter fünf Fern-U-Boote des Typ IX und zwei ehemals italienische U-Boote, sogenannte Aquila-Boote, die für Transportfahrten in den Indischen Ozean vorgesehen waren.

### Erste und einzige Unternehmung
Am 3. Juli 1944 lief U 863 von Kiel in Richtung Horten, Norwegen aus, um im Oslofjord Schnorchelübungen für zwei Tage durchzuführen. Anschließend verlegte das Boot nach Bergen zwecks Ergänzungen und Restausrüstungen, bis es am 20. Juli zur ersten Unternehmung mit Kurs Indischer Ozean auslief. U 863 sollte auf dieser Reise Ausrüstung und Material in den Indischen Ozean bringen. Kurz nach dem Auslaufen wurde U 863 vom Piloten einer Mosquito entdeckt und angegriffen. Der Pilot Rolf Leithe von der norwegischen Squadron 333 beschoss das deutsche U-Boot zunächst mit seiner 5.7-cm-Bordkanone. Dann beschädigte Leithe U 863 durch zwei Wasserbomben. Daher lief Kommandant von der Esch mit seinem beschädigten Boot Trondheim an, wo U 863 am nächsten Tag einlief. Eine Woche später lief das Boot erneut aus und nahm zum zweiten Mal Kurs auf den Indischen Ozean. Auf dieser 67-tägigen Fahrt operierte das Boot im Mittelatlantik, Südatlantik sowie südöstlich von Pernambuco. U 863 gehörte zur Gruppe Monsun, den Fern-U-Booten der Kriegsmarine, die für den Einsatz in südostasiatischen Gewässern vorgesehen waren. Die deutschen U-Boote operierten dort von kleinen, provisorischen Stützpunkten aus. Das Boot gehörte zur zweiten Welle der Gruppe Monsun, die insgesamt achtzehn Boote umfasste, von denen die meisten auf der Anfahrt ins Einsatzgebiet versenkt wurden.

## Verbleib
Am 29. September 1944 sichteten zwei B-24 Liberator Bomber der US-Navy Squadron VB-107 östlich von Recife ein aufgetauchtes deutsches U-Boot und attackierten es mit Wasserbomben. Das Boot war U 863, das getroffen und versenkt wurde. Keines der 69 Besatzungsmitglieder überlebte die Versenkung.

## Die Besatzung von U 863 bei dessen Versenkung
Diese Liste ist nach dem ersten Buchstaben der Nachnamen der Besatzungsmitglieder geordnet.
| - Hans-Otto Bartels - Heinz Barth - Herbert Blaas - Otto Börner - Gerd Breisemeister - Bruno Brillert - Dr. Hans Bungartz - Martin Ehrhardt - Dietrich von der Esch - Hans-Joachim Flatow - Karl Franz - Rolf Gantze - Walter Gerhards - Fritz Gilbert - Johann Güth - Hans-Albert Harnack - Alfred Hauer - Heinrich Hene - Johann Jatzek - Gerhard Jost - Hans-Werner Keim - Helmuth Kirchhof - Heinz Klafka - Emil Klem - Helmut Kleffmann - Günther Koch - Wilhelm Kreffter - Josef Krumbach - Rudolf Kulich - Heinz Küster - Erich Löffler - Gerhard Löffler - Adolf Lohbeck - Heinrich Lohmann - Heinz-Werner Lory - Helmut Meiring - Helmut-Herrmann Meyer | - Karl Meyer - Gerhard-Kurt Michaelis - Horst Mier - Kurt Möhl - Richard Opitz - Ludwig Oppermann - Johann Otto - Paul Otto - Joachim Pade - Alfred Pahl - Wilhelm Peckhaus - Anton Pöpperl - Franz Reitsamer - Wilhelm Richter - Horst Rose - Hans-Günther Rossaint - Rudolf Scheidinger - Willi Scheliga - Heinz Schirmer - Karl Schlegel - Herbert Schmidt - Arnold Schneppenheim - Peter Schoenen - Rüdiger Schürk - Otto Serediuk - Gerhard Siebke - Heinrich Sievers - Ernst Spicker - Leopold Streit - Walter Uttich - Rudolf Weber - Arno Zschornack |